# Mauro Del Vecchio
Pour les articles homonymes, voir Del Vecchio.
Mauro Del Vecchio, né le 7 juin 1946 à Rome et mort le 5 juillet 2025, est un militaire et un homme politique italien.

## Biographie
Mauro Del Vecchio commande la Force internationale d'assistance et de sécurité en Afghanistan de mars 2005 à mai 2006, poste auquel il succède à David Richards.
Il commande en Bosnie-Herzégovine dans les années 1990 la brigade internationale nord de l'OTAN, puis de mars à octobre 1997 la brigade internationale ouest au Kosovo.
Aux élections législatives de 2008, Mauro del Vecchio se présente sous l'étiquette Parti démocrate.  

## Distinctions
Mauro Del Vecchio est fait commandeur de l'ordre militaire d'Italie le 8 juin 2007.